# Bring It On: Again
Bring It On: Again és una pel·lícula estatunidenca del 2004, seqüela de Bring It On, dirigida per Damon Santostefano i escrita per Claudia Grazioso, Brian Gunn i Mark Gunn.

## Argument
La novell Whittier (Anne Judson-Yager) arriba a la Universitat Estatal de Califòrnia a Los Angeles amb l'esperança d'unir-se a l'equip nacional, i campió, d'animadores. Es troba amb la Monica (Chambers Faune), una gran amiga del campament d'animadores i després d'unes dures proves totes dues aconsegueixen entrar-hi. L'animadora en cap, Tina (Bree Turner), està preparada per demanar-los que s'uneixin a l'equip atès que el degà diu a la Tina que hauria d'ensenyar a la Whittier a ser una futura cap d'animadores. Això a la Marnie (Bethany Joh Galeotti), no li acaba d'agradar.
Mentrestant, la Whittier coneix en Derek (Richard Lee Jackson), la Tina l'obliga que el deixi, atès que no és el noi adequat per a ella. Després d'això, la Tina intenta per tots els mitjans formar la Whittier a la seva imatge i semblança, però ella se'n cansa i hi renuncia. Tot i així, tant la Whittier i la Monica no volen deixar de ser animadores, i decideixen crear el seu propi equip, però el problema és que només en pot haver un al campionat, per tant tenen poc temps per derrotar el de la Tina i guanyar la plaça.